# Silver Spoon
Pour le groupe de musique, voir The Silver Spoons.
Silver Spoon: La cuillère d'argent (銀の匙 Silver Spoon, Gin no saji Sirubā Supūn) est un manga de Hiromu Arakawa. Il est prépublié entre avril 2011 et novembre 2019 dans le magazine Weekly Shōnen Sunday de l'éditeur Shōgakukan, et quinze tomes sont sortis en février 2020. La version française est éditée par Kurokawa depuis février 2013, et quinze tomes sont sortis en février 2021.
Il a été adapté en série télévisée d'animation par le studio A-1 Pictures entre juillet et septembre 2013 et diffusé dans la case horaire noitaminA de la chaîne Fuji TV. Une seconde saison a été diffusée entre janvier et mars 2014. Les deux saisons sont diffusées en streaming et en téléchargement légal dans les pays francophones sur Wakanim. Un film live est également sorti le 7 mars 2014 au Japon.

## Synopsis
Yûgo Hachiken vient de commencer le lycée. Son choix s'est posé sur le lycée agricole Ohezo (大蝦夷農業高等学校, Ōezo nōgyō kōtō gakkō), perdu dans la campagne de Hokkaidō, car celui-ci est aussi un pensionnat. En effet, Hachiken a comme premier but de s'éloigner de sa famille. Son deuxième but, être premier de la classe, paraît facile face à ses camarades, pour la plupart peu soucieux des matières scolaires. Mais à Ohezo, Hachiken va apprendre un mode de vie différent, ainsi que la réalité de la vie d'agriculteur-éleveur.

## Personnages
Yûgo Hachiken (八軒 勇吾, Hachiken Yūgo)
Le héros de l'histoire, il est le fils d'une famille de la ville et vient pourtant dans un lycée agricole. Il est marqué par ses échecs au collège et se libère peu à peu à Ohezo. Il est investi dans tout ce qu'il fait.
Aki Mikage (御影 アキ, Mikage Aki)
Première rencontre de Yûgo, c'est aussi une élève de l'école. Elle adore l'équitation et doit reprendre la ferme familiale.
Ichirô Komaba (駒場 一郎, Komaba Ichirō)
Membre de l'équipe de baseball. Son père étant décédé, ses sœurs et sa mère doivent s'occuper de la ferme familiale seule. C'est quelqu'un de droit et fier sur qui l'on peut compter.
Shinnosuke Aikawa (相川 進之介, Aikawa Shinnosuke)
Il veut devenir vétérinaire mais ne supporte pas la vue du sang. Membre du Fanclub Holstein.
Tamako Inada (稲田 多摩子, Inada Tamako)
Élève plutôt enrobée. Ses parents sont à la tête d'un immense élevage : « Gigafarm ».
Keiji Tokiwa (常盤 恵次, Tokiwa Keiji)
Désespérément nul en math malgré l'aide apportée par Yûgo. Aîné de sa fratrie, il se destine a reprendre l'élevage de volailles familial.
Shingo Hachiken (八軒 慎吾, Hachiken Shingo)
Le grand frère de Yûgo. Rêve de devenir cuisinier malgré ses plats infects.

## Manga
Le manga est publié dans le magazine Weekly Shōnen Sunday depuis le 6 avril 2011. En août 2014, la publication est suspendue par l'auteur pour des raisons familiales, avant de reprendre le 22 avril 2015 dans le no 22 du Weekly Shōnen Sunday. La série connait ensuite plusieurs pauses en 2015, 2016 et 2017,. Le manga finit sa parution dans le no 52 du Weekly Shōnen Sunday le 27 novembre 2019,. La série est publiée en un total de 15 volumes reliés entre juillet 2011 et février 2020.
La version française est éditée par Kurokawa depuis février 2013 et la version italienne par Panini Comics depuis octobre 2012.

### Liste des volumes et chapitres
| no | Japonais         | Japonais          | Français         | Français          |
| no | Date de sortie   | ISBN              | Date de sortie   | ISBN              |
| --- | ---------------- | ----------------- | ---------------- | ----------------- |
| 1 | 15 juillet 2011  | 978-4-09-123180-2 | 14 février 2013  | 978-2-35142-834-4 |
| Liste des chapitres : - Chapitre 1 : Printemps 1 (春の巻1, Haru no maki 1) - Chapitre 2 : Printemps 2 (春の巻2, Haru no maki 2) - Chapitre 3 : Printemps 3 (春の巻3, Haru no maki 3) - Chapitre 4 : Printemps 4 (春の巻4, Haru no maki 4) - Chapitre 5 : Printemps 5 (春の巻5, Haru no maki 5) - Chapitre 6 : Printemps 6 (春の巻6, Haru no maki 6) - Chapitre 7 : Printemps 7 (春の巻7, Haru no maki 7) - Chapitre 8 : Printemps 8 (春の巻8, Haru no maki 8) |                  |                   |                  |                   |
| 2 | 14 décembre 2011 | 978-4-09-123427-8 | 11 avril 2013    | 978-2-35142-835-1 |
| Liste des chapitres : - Chapitre 9 : Printemps 9 (春の巻9, Haru no maki 9) - Chapitre 10 : Printemps 10 (春の巻10, Haru no maki 10) - Chapitre 11 : Été 1 (夏の巻1, Natsu no maki 1) - Chapitre 12 : Été 2 (夏の巻2, Natsu no maki 2) - Chapitre 13 : Été 3 (夏の巻3, Natsu no maki 3) - Chapitre 14 : Été 4 (夏の巻4, Natsu no maki 4) - Chapitre 15 : Été 5 (夏の巻5, Natsu no maki 5) - Chapitre 16 : Été 6 (夏の巻6, Natsu no maki 6) - Chapitre 17 : Été 7 (夏の巻7, Natsu no maki 7) |                  |                   |                  |                   |
| 3 | 18 avril 2012    | 978-4-09-123653-1 | 4 juillet 2013   | 978-2-35142-885-6 |
| Extra : Dans la version japonaise, le tome 3 (ISBN 978-4-09-159118-0) est sorti en édition limitée.Liste des chapitres : - Chapitre 18 : Été 8 (夏の巻8, Natsu no maki 8) - Chapitre 19 : Été 9 (夏の巻9, Natsu no maki 9) - Chapitre 20 : Été 10 (夏の巻10, Natsu no maki 10) - Chapitre 21 : Été 11 (夏の巻11, Natsu no maki 11) - Chapitre 22 : Été 12 (夏の巻12, Natsu no maki 12) - Chapitre 23 : Été 13 (夏の巻13, Natsu no maki 13) - Chapitre 24 : Été 14 (夏の巻14, Natsu no maki 14) - Chapitre 25 : Été 15 (夏の巻15, Natsu no maki 15) - Chapitre 26 : Été 16 (夏の巻16, Natsu no maki 16) |                  |                   |                  |                   |
| 4 | 18 juillet 2012  | 978-4-09-123772-9 | 10 octobre 2013  | 978-2-35142-896-2 |
| Extra : Dans la version japonaise, le tome 4 (ISBN 978-4-09-159123-4) est sorti en édition limitée.Liste des chapitres : - Chapitre 27 : Été 17 (夏の巻17, Natsu no maki 17) - Chapitre 28 : Été 18 (夏の巻18, Natsu no maki 18) - Chapitre 29 : Été 19 (夏の巻19, Natsu no maki 19) - Chapitre 30 : Souvenirs d'une nuit d'été (partie 1) (夏の思い出（前編）, Natsu no Omoide (Zenpen)) - Chapitre 31 : Souvenirs d'une nuit d'été (partie 2) (夏の思い出（後編）, Natsu no Omoide (Kouhen)) - Chapitre 32 : Automne 1 (秋の巻1, Aki no maki 1) - Chapitre 33 : Automne 2 (秋の巻2, Aki no maki 2) - Chapitre 34 : Automne 3 (秋の巻3, Aki no maki 3) - Chapitre 35 : Automne 4 (秋の巻4, Aki no maki 4)                                                                                    |                  |                   |                  |                   |
| 5 | 18 octobre 2012  | 978-4-09-123886-3 | 9 janvier 2014   | 978-2-35142-897-9 |
| Extra : Dans la version japonaise, le tome 5 (ISBN 978-4-09-159126-5) est sorti en édition limitée.Liste des chapitres : - Chapitre 36 : Automne 5 (秋の巻5, Aki no maki 5) - Chapitre 37 : Automne 6 (秋の巻6, Aki no maki 6) - Chapitre 38 : Automne 7 (秋の巻7, Aki no maki 7) - Chapitre 39 : Automne 8 (秋の巻8, Aki no maki 8) - Chapitre 40 : Automne 9 (秋の巻9, Aki no maki 9) - Chapitre 41 : Automne 10 (秋の巻10, Aki no maki 10) - Chapitre 42 : Automne 11 (秋の巻11, Aki no maki 11) - Chapitre 43 : Automne 12 (秋の巻12, Aki no maki 12) - Chapitre 44 : Automne 13 (秋の巻13, Aki no maki 13) |                  |                   |                  |                   |
| 6 | 18 janvier 2013  | 978-4-09-124169-6 | 10 avril 2014    | 978-2-35142-973-0 |
| Liste des chapitres : - Chapitre 45 : Automne 14 (秋の巻14, Aki no maki 14) - Chapitre 46 : Automne 15 (秋の巻15, Aki no maki 15) - Chapitre 47 : Automne 16 (秋の巻16, Aki no maki 16) - Chapitre 48 : Automne 17 (秋の巻17, Aki no maki 17) - Chapitre 49 : Automne 18 (秋の巻18, Aki no maki 18) - Chapitre 50 : Automne 19 (秋の巻19, Aki no maki 19) - Chapitre 51 : Automne 20 (秋の巻20, Aki no maki 20) - Chapitre 52 : Automne 21 (秋の巻21, Aki no maki 21) - Chapitre 53 : Automne 22 (秋の巻22, Aki no maki 22) |                  |                   |                  |                   |
| 7 | 18 avril 2013    | 978-4-09-124285-3 | 3 juillet 2014   | 978-2-35142-974-7 |
| Extra : Dans la version japonaise, le tome 7 (ISBN 978-4-09-159145-6) est sorti en édition limitée.Liste des chapitres : - Chapitre 54 : Automne 23 (秋の巻23, Aki no maki 23) - Chapitre 55 : Automne 24 (秋の巻24, Aki no maki 24) - Chapitre 56 : Automne 25 (秋の巻25, Aki no maki 25) - Chapitre 57 : Automne 26 (秋の巻26, Aki no maki 26) - Chapitre 58 : Automne 27 (秋の巻27, Aki no maki 27) - Chapitre 59 : Automne 28 (秋の巻28, Aki no maki 28) - Chapitre 60 : Automne 29 (秋の巻29, Aki no maki 29) - Chapitre 61 : Automne 30 (秋の巻30, Aki no maki 30) |                  |                   |                  |                   |
| 8 | 11 juillet 2013  | 978-4-09-124346-1 | 13 novembre 2014 | 978-2-35142-975-4 |
| Extra : Dans la version japonaise, le tome 8 (ISBN 978-4-09-159155-5) est sorti en édition limitée.Liste des chapitres : - Chapitre 62 : Automne 31 (秋の巻31, Aki no maki 31) - Chapitre 63 : Automne 32 (秋の巻32, Aki no maki 32) - Chapitre 64 : Hiver 1 (冬の巻1, Fuyu no maki 1) - Chapitre 65 : Hiver 2 (冬の巻2, Fuyu no maki 2) - Chapitre 66 : Hiver 3 (冬の巻3, Fuyu no maki 3) - Chapitre 67 : Hiver 4 (冬の巻4, Fuyu no maki 4) - Chapitre 68 : Hiver 5 (冬の巻5, Fuyu no maki 5) - Chapitre 69 : Hiver 6 (冬の巻6, Fuyu no maki 6) - Chapitre 70 : Hiver 7 (冬の巻7, Fuyu no maki 7) |                  |                   |                  |                   |
| 9 | 18 octobre 2013  | 978-4-09-124474-1 | 12 février 2015  | 978-2-36852-112-0 |
| Extra : Dans la version japonaise, le tome 9 (ISBN 978-4-09-159165-4) est sorti en édition limitée.Liste des chapitres : - Chapitre 71 : Hiver 8 (冬の巻8, Fuyu no maki 8) - Chapitre 72 : Hiver 9 (冬の巻9, Fuyu no maki 9) - Chapitre 73 : Hiver 10 (冬の巻10, Fuyu no maki 10) - Chapitre 74 : Hiver 11 (冬の巻11, Fuyu no maki 11) - Chapitre 75 : Hiver 12 (冬の巻12, Fuyu no maki 12) - Chapitre 76 : Hiver 13 (冬の巻13, Fuyu no maki 13) - Chapitre 77 : Hiver 14 (冬の巻14, Fuyu no maki 14) - Chapitre 78 : Hiver 15 (冬の巻15, Fuyu no maki 15) - Chapitre 79 : Hiver 16 (冬の巻16, Fuyu no maki 16) |                  |                   |                  |                   |
| 10 | 8 janvier 2014   | 978-4-09-124548-9 | 15 mai 2015      | 978-2-36852-113-7 |
| Extra : Dans la version japonaise, le tome 10 (ISBN 978-4-09-159177-7) est sorti en édition limitée.Liste des chapitres : - Chapitre 80 : Hiver 17 (冬の巻17, Fuyu no maki 17) - Chapitre 81 : Hiver 18 (冬の巻18, Fuyu no maki 18) - Chapitre 82 : Hiver 19 (冬の巻19, Fuyu no maki 19) - Chapitre 83 : Hiver 20 (冬の巻20, Fuyu no maki 20) - Chapitre 84 : Hiver 21 (冬の巻21, Fuyu no maki 21) - Chapitre 85 : Hiver 22 (冬の巻22, Fuyu no maki 22) - Chapitre 86 : Hiver 23 (冬の巻23, Fuyu no maki 23) - Chapitre 87 : Hiver 24 (冬の巻24, Fuyu no maki 24) - Chapitre 88 : Hiver 25 (冬の巻25, Fuyu no maki 25) |                  |                   |                  |                   |
| 11 | 5 mars 2014      | 978-4-09-124574-8 | 27 août 2015     | 978-2-36852-114-4 |
| Liste des chapitres : - Chapitre 89 : Hiver 26 (冬の巻26, Fuyu no maki 26) - Chapitre 90 : Hiver 27 (冬の巻27, Fuyu no maki 27) - Chapitre 91 : Hiver 28 (冬の巻28, Fuyu no maki 28) - Chapitre 92 : Hiver 29 (冬の巻29, Fuyu no maki 29) - Chapitre 93 : Hiver 30 (冬の巻30, Fuyu no maki 30) - Chapitre 94 : Hiver 31 (冬の巻31, Fuyu no maki 31) - Chapitre 95 : Hiver 32 (冬の巻32, Fuyu no maki 32) - Chapitre 96 : Hiver 33 (冬の巻33, Fuyu no maki 33) |                  |                   |                  |                   |
| 12 | 18 août 2014     | 978-4-09-125088-9 | 10 décembre 2015 | 978-2-36852-115-1 |
| Liste des chapitres : - Chapitre 97 : Hiver 34 (冬の巻34, Fuyu no maki 34) - Chapitre 98 : Les quatre saisons 1 (四季の巻1, Shiki no maki 1) - Chapitre 99 : Les quatre saisons 2 (四季の巻2, Shiki no maki 2) - Chapitre 100 : Les quatre saisons 3 (四季の巻3, Shiki no maki 3) - Chapitre 101 : Les quatre saisons 4 (四季の巻4, Shiki no maki 4) - Chapitre 102 : Les quatre saisons 5 (四季の巻5, Shiki no maki 5) - Chapitre 103 : Les quatre saisons 6 (四季の巻6, Shiki no maki 6) - Chapitre 104 : Les quatre saisons 7 (四季の巻7, Shiki no maki 7) - Chapitre 105 : Les quatre saisons 8 (四季の巻8, Shiki no maki 8) |                  |                   |                  |                   |
| 13 | 18 juin 2015     | 978-4-09-126059-8 | 14 avril 2016    | 978-2-36852-260-8 |
| Liste des chapitres : - Chapitre 106 : Les quatre saisons 9 (四季の巻9, Shiki no maki 9) - Chapitre 107 : Les quatre saisons 10 (四季の巻10, Shiki no maki 10) - Chapitre 108 : Les quatre saisons 11 (四季の巻11, Shiki no maki 11) - Chapitre 109 : Les quatre saisons 12 (四季の巻12, Shiki no maki 12) - Chapitre 110 : Les quatre saisons 13 (四季の巻13, Shiki no maki 13) - Chapitre 111 : Les quatre saisons 14 (四季の巻14, Shiki no maki 14) - Chapitre 112 : Les quatre saisons 15 (四季の巻15, Shiki no maki 15) - Chapitre 113 : Les quatre saisons 16 (四季の巻16, Shiki no maki 16) |                  |                   |                  |                   |
| 14 | 18 août 2017     | 978-4-09-127720-6 | 8 mars 2018      | 978-2-36852-398-8 |
| Liste des chapitres : - Chapitre 114 : Les quatre saisons 17 (四季の巻9, Shiki no maki 17) - Chapitre 115 : Les quatre saisons 18 (四季の巻10, Shiki no maki 18) - Chapitre 116 : Les quatre saisons 19 (四季の巻11, Shiki no maki 19) - Chapitre 117 : Les quatre saisons 20 (四季の巻12, Shiki no maki 20) - Chapitre 118 : Les quatre saisons 21 (四季の巻13, Shiki no maki 21) - Chapitre 119 : Les quatre saisons 22 (四季の巻14, Shiki no maki 22) - Chapitre 120 : Les quatre saisons 23 (四季の巻15, Shiki no maki 23) - Chapitre 121 : Les quatre saisons 24 (四季の巻16, Shiki no maki 24) - Chapitre 122 : Les quatre saisons 25 (四季の巻17, Shiki no maki 25) |                  |                   |                  |                   |
| 15 | 18 février 2020  | 978-4-09-129549-1 | 11 février 2021  | 978-2-38071-139-4 |
| Extra : Dans la version japonaise, le tome 15 (ISBN 978-4-09-943064-1) est sorti en édition limitée.Liste des chapitres : - Chapitre 123 : Les quatre saisons 26 (四季の巻㉖, Shiki no Maki 26) - Chapitre 124 : Les quatre saisons 27 (四季の巻㉗, Shiki no Maki 27) - Chapitre 125 : Les quatre saisons 28 (四季の巻㉘, Shiki no Maki 28) - Chapitre 126 : Les quatre saisons 29 (四季の巻㉙, Shiki no Maki 29) - Chapitre 127 : Les quatre saisons 30 (四季の巻㉚, Shiki no Maki 30) - Chapitre 128 : Les quatre saisons 31 (四季の巻㉛, Shiki no Maki 31) - Chapitre 129 : Les quatre saisons 32 (四季の巻㉜, Shiki no Maki 32) - Chapitre 130 : Les quatre saisons 33 (四季の巻㉝, Shiki no Maki 33) - Chapitre 131 : L'histoire de Yuugo Hachiken (八軒勇吾の巻, Hachiken Yūgo no Maki) |                  |                   |                  |                   |

## Série d'animation

Logo de la série d'animation.

Une adaptation en série télévisée d'animation a été annoncée dans le numéro 7 du magazine Weekly Shōnen Sunday sorti le 16 janvier 2013. Elle est produite par le studio A-1 Pictures avec une réalisation de Tomohiko Ito et Kotomi Deai et un scénario de Taku Kishimoto. L'anime a débuté le 11 juillet 2013 sur la chaîne Fuji TV dans la case horaire noitaminA et s'est terminée le 19 septembre 2013. Avant même le début de sa diffusion, une seconde saison a été annoncée pour janvier 2014. Celle-ci a débuté le 9 janvier 2014 et s'est terminée le 27 mars 2014.
L'anime est licencié dans les pays francophones par Wakanim,, en Amérique du Nord par Aniplex of America et Crunchyroll.

### Liste des épisodes
| No | Titre français                       | Titre japonais         | Titre japonais                 | Date de 1re diffusion |
| No | Titre français                       | Kanji                  | Rōmaji                         | Date de 1re diffusion |
| -- | ------------------------------------ | ---------------------- | ------------------------------ | --------------------- |
| 1  | Bienvenue à Ohezo                    | エゾノーへ、ようこそ   | Ezonō e, Yōkoso                | 11 juillet 2013       |
| 2  | Hachiken monte à cheval              | 八軒、馬に乗る         | Hachiken, Uma ni Noru          | 18 juillet 2013       |
| 3  | Hachiken et Saucisson                | 八軒、豚丼と出会う     | Hachiken, Butadon to Deau      | 25 juillet 2013       |
| 4  | Une pizza au feu de bois             | 八軒、ピザを焼く       | Hachiken, Piza o Yaku          | 1er août 2013         |
| 5  | Le secret de la zone 51              | 八軒、脱走する         | Hachiken, Dassō suru           | 8 août 2013           |
| 6  | Un job d'été chez les Mikage         | 八軒、御影家に行く     | Hachiken, Mikage Ie ni Iku     | 15 août 2013          |
| 7  | Hachiken à la GigaFarm               | 八軒、ギガファームへ   | Hachiken, Giga Fāmu e          | 22 août 2013          |
| 8  | La bévue d'Hachiken                  | 八軒、大失態を演じる   | Hachiken, Dai Shittai o Enjiru | 29 août 2013          |
| 9  | Les tracas d'Hachiken                | 八軒、豚丼に迷う       | Hachiken, Butadon ni Mayou     | 5 septembre 2013      |
| 10 | Hachiken fait ses adieux à Saucisson | 八軒、豚丼と別れる     | Hachiken, Butadon to Wakareru  | 12 septembre 2013     |
| 11 | Fonce, Hachiken !                    | 走り出せ、八軒         | Hashiridase, Hachiken          | 19 septembre 2013     |
| 12 | Hachiken le vice-président           | 八軒、副部長になる     | Hachiken, fuku buchō ni naru   | 9 janvier 2014        |
| 13 | Hachiken trouve un vice-président    | 八軒、副ぶちょーを拾う | Hachiken, Fuku Buchou o Hiro   | 16 janvier 2014       |
| 14 | Hachiken s'envole                    | 八軒、高く跳ぶ         | Hachiken, Takaku Tobu          | 23 janvier 2014       |
| 15 | Minamikujô fait son entrée !         | 南九条、あらわる       | Minamikujou, Arawaru           | 30 janvier 2014       |
| 16 | Hachiken se démène                   | 八軒、大わらわ         | Hachiken, Ōwarawa              | 6 février 2014        |
| 17 | Mikage se surpasse                   | 御影、奮闘す           | Mikage, Funtō su               | 13 février 2014       |
| 18 | Komaba sur le monticule              | 駒場、マウンドに立つ   | Komaba, Mound ni Tatsu         | 27 février 2014       |
| 19 | Le cri d'Hachiken                    | 八軒、咆える           | Hachiken, Hoeru                | 6 mars 2014           |
| 20 | Le meilleur lait                     | 最後の牛乳             | Saigo no Gyūnyū                | 13 mars 2014          |
| 21 | Rêve                                 | 夢                     | Yume                           | 20 mars 2014          |
| 22 | Tout                                 | 何度でも               | Nando Demo                     | 27 mars 2014          |

### Doublage
| Personnages      | Personnages      | Voix japonaises   |
| ---------------- | ---------------- | ----------------- |
| Yûgo Hachiken    | Yûgo Hachiken    | Ryōhei Kimura     |
| Aki Mikage       | Aki Mikage       | Marie Miyake      |
| Tamako Inada     | Tamako Inada     | Ayahi Takagaki    |
| Shingo Hachiken  | Shingo Hachiken  | Katsuyuki Konishi |
| Hajime Nishikawa | Hajime Nishikawa | Kengo Takanashi   |

### Musiques
| Générique | Épisodes | Début    | Début      | Fin              | Fin           |
| Générique | Épisodes | Titre    | Artiste    | Titre            | Artiste       |
| --------- | -------- | -------- | ---------- | ---------------- | ------------- |
| 1         | 1 – 11   | Kiss You | miwa       | Hello Especially | Sukima Switch |
| 2         | 12 – 22  | Life     | Fujifabric | Oto no Naru Hō e | Goose house   |

## Film en prise de vues réelles
Une adaptation en film en prise de vues réelles a été annoncée en juillet 2013. Le film est réalisé par Keisuke Yoshida, produit par Tōhō, et est sorti le 7 mars 2014 au Japon.

## Réception critique
Le manga a été aussi bien reçu par le public que par la critique. En effet, un an seulement après sa sortie, le volume 4 eut un premier tirage de un million d'exemplaires, en faisant la série de Shōgakukan ayant atteint cet objectif le plus rapidement. Silver Spoon est classé septième manga le plus vendu en 2012 par Oricon avec plus de 3,6 millions d’exemplaires écoulés.
En janvier 2013, le tirage total des six premiers tomes était de 6,5 millions d'exemplaires; en mars 2013, le tirage total des sept premiers tomes était de 7,5 millions d'exemplaires; en juin 2013, le tirage total des huit premiers tomes était de 10 millions d'exemplaires.
D'après le webjournal Mainichi, le nombre d'inscriptions dans le lycée agricole de Hokkaido a augmenté de 110% en 2013 par rapport à 2012 grâce à l'influence du manga.
Silver Spoon a obtenu le 5e prix Manga Taishō en 2012, ainsi que le 58e prix Shōgakukan en 2013. En France, la série a remporté le prix D-lire Canal BD en 2013. En 2015, la série est nommée pour le prix culturel Osamu Tezuka.